# 泛巴比倫主義
泛巴比倫主義（英語：Panbabylonism）是一個思想流派，認爲整個中東的文化、宗教與文明均是來自基於古代巴比倫天文學的種種神話。與此較爲接近的另一觀點是聖經-巴別主義（Bible-Babel school），其相信希伯來聖經與猶太教均繼承自古美索不達米亞宗教（巴比倫在美索不達米亞的範圍内），也屬於考古傳播論的範疇 。
此二種思潮曾在德國尤爲盛行，并在19世紀晚期與第一次世界大戰之間達到了高峰。德國考古學家胡戈·温克勒曾通過其對占星學的研究大力支持泛巴比倫理論，而其逝世後，泛巴比倫主義在正統學術界的地位也逐漸消逝。 

## 外部連結

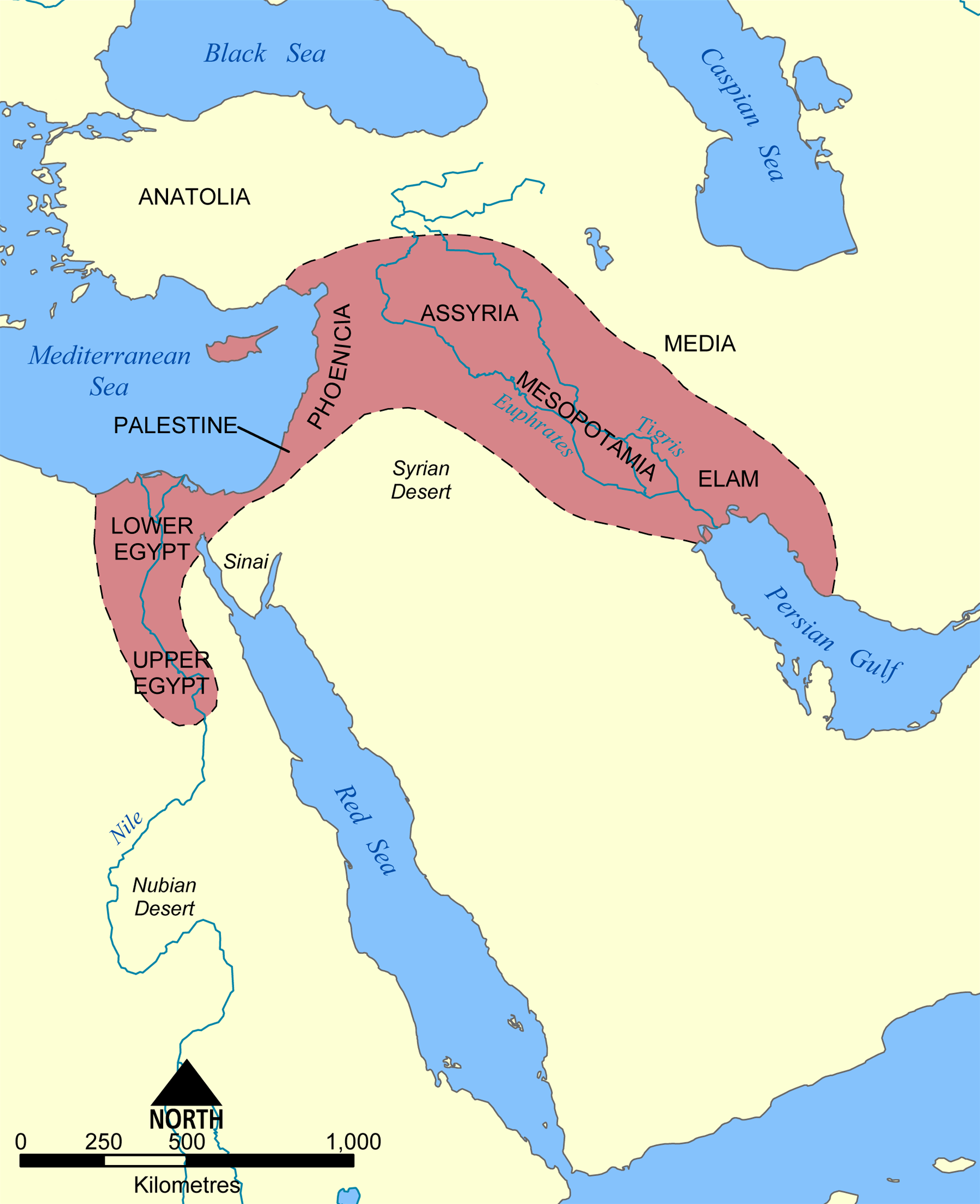
紅色區域是新月沃土的大致位置

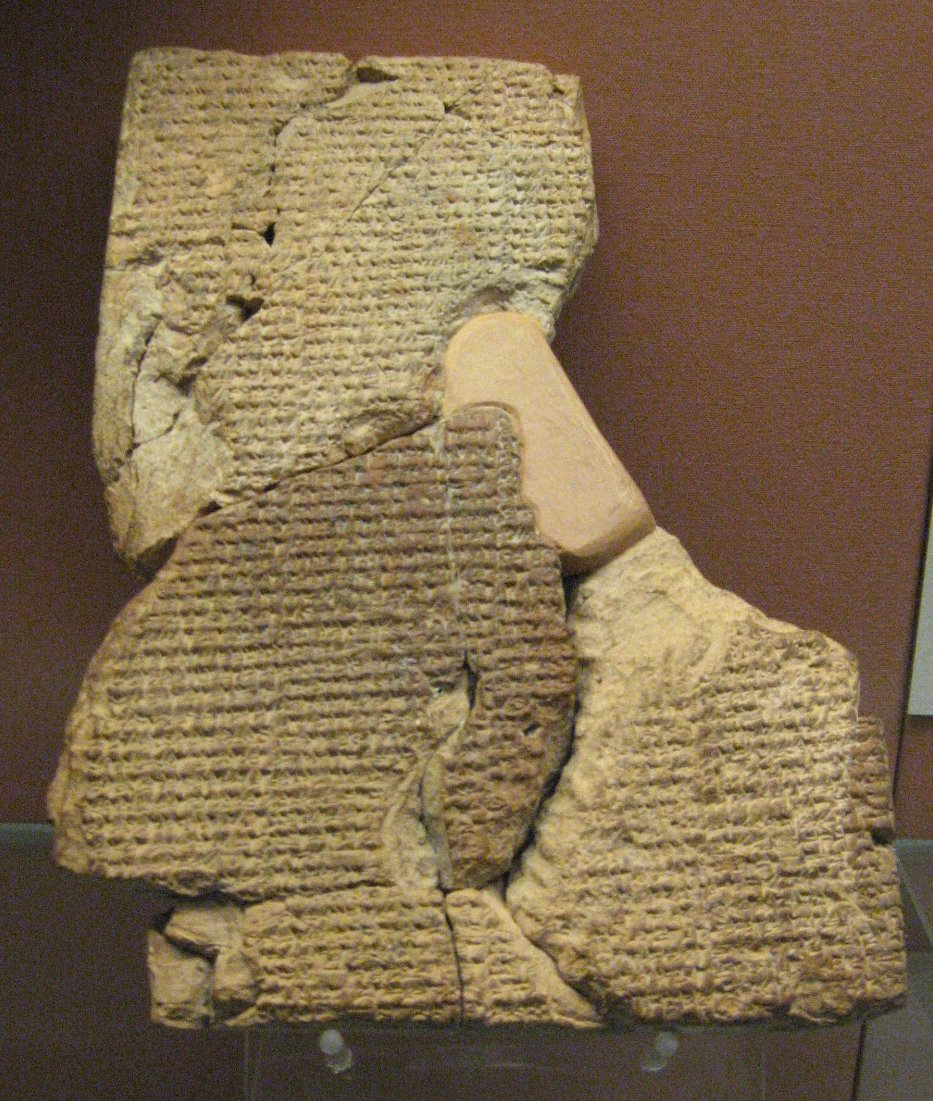
用楔形文字記載於石板上的阿特拉哈西斯史詩，藏於大英博物館

- The Development, Heyday, and Demise of Panbabylonism by Gary D. Thompson